# Ларчано
Ларча̀но (на италиански: Larciano) е община в Централна Италия, провинция Пистоя, регион Тоскана. Административен център на общината е градче Сан Роко ди Ларчано (San Rocco di Larciano), което е разположено на 50 m надморска височина. Населението на общината е 6319 души (към 2018 г.).